# وزارة المالية (بوتسوانا)
وزارة المالية هي وزارة في حكومة بوتسوانا التي تصوغ السياسات المالية والاقتصادية وتشرف على التنسيق الفعال للعمليات المالية الحكومية.
وزيرة المالية الحالية، بيغي سيرامي، وذلك اعتبارًا من أبريل 2021.

## روابط خارجية
- الموقع الرسمي لوزارة المالية البوتسوانية